# Glaphyra contristata
Glaphyra contristata är en skalbaggsart som beskrevs av Holzschuh 1991. Glaphyra contristata ingår i släktet Glaphyra och familjen långhorningar. Inga underarter finns listade i Catalogue of Life.